# Cantó de Ròcahòrt
El cantó de Ròcahòrt és un cantó francès del departament de les Landes, situat al districte de Mont de Marsan. Té 13 municipis i el cap és Ròcahòrt.

## Municipis
- Arua
- Borriòt e Bergonsa
- Caishen
- La Bastida d'Armanhac
- Lencoac
- Malhàs
- Poi de Sauç
- Retjons
- Ròcahòrt
- Sengòr
- Sent Justin
- Sarbasan
- Vièla Sobiran

## Història
| Data d'elecció                           | Identitat       | Partit | Qualitat |
| ---------------------------------------- | --------------- | ------ | -------- |
| 1976-1988                                | Jean Lamothe    | PS     |          |
| 1988-2008                                | Jean-Marc Boine | PS     |          |
| 2008-                                    | Guy Bergès      | UMP    |          |
| les dades anteriors no són pas conegudes |                 |        |          |
|                                          |                 |        |          |

## Demografia
| 1962  | 1968  | 1975  | 1982  | 1990  | 1999  | 2006  |
| ----- | ----- | ----- | ----- | ----- | ----- | ----- |
| 7.434 | 8.290 | 7.720 | 7.117 | 7.154 | 7.128 | 7.500 |